# Капски полуостров
Капски полуостров (на африкаанс: Kaapse Skiereiland) е разположен южно-югозападно от град Кейптаун, Капска провинция, ЮАР на Атлантическия океан.
От северния му край започва югозападната част на Кейптаун на платовидната планина Тейбъл. На южния му остър край се намира нос Добра надежда. Някои неправилно считат, че носът е граница между Атлантическия и Индийския океан. Най-южната точка на Африка е Иглен нос, на около 150 километра югоизточно. При нос Добра надежда обаче бреговата линия за първи път завива на изток.
Централната част на полуострова заемат природни резервати и паркове, а бреговете са заети предимно с пясъчни плажове. Релефът му е разнообразен: планини се сменят с долини, много от които подхождат за отглеждане на лозя. Вината от Капския полуостров се изнасят в много страни.